# BMW 003
O BMW 003 (designado pelo RLM como BMW 109-003) foi um motor a jato produzido pela BMW na Alemanha, durante a Segunda Guerra Mundial. O BMW 003 e o Jumo 004 foram os únicos motores a jato a entrar em produção em massa durante a Segunda Guerra Mundial.
Os trabalhos para o desenvolvimento do BMW começaram antes do desenvolvimento do seu contemporâneo, o Jumo 004, porém problemas prolongados fizeram com que o BMW 003 só entrasse em produção muito mais tarde, e várias aeronaves que poderiam ter sido alimentadas por este motor acabaram por optar pelo Jumo 004. O caso mais famoso foi o do Messerschmitt Me 262, que usou o BMW 003 durante os seus testes e protótipos mas que, porém, acabou por ser produzido em massa usando o motor da Junkers. O único avião operacional e produzido que usou o BMW 003 foi o Heinkel He 162 e o Arado Ar 234.
Cerca de 500 unidades foram produzidas na Alemanha, porém poucas foram realmente instaladas em aeronaves. Este motor também foi importante para o Japão, tendo sido a base do desenvolvimento japonês na área dos motores a jato. Depois da guerra terminar, o motor foi cuidadosamente estudado pelos aliados, nomeadamente pelos franceses e pelos soviéticos.